# Широнгі
Широнгі́, Шіронґі (фр. Chirongui) — муніципалітет у Франції, в заморському департаменті Майотта. Населення — 6605 осіб (2007).
Муніципалітет розташований на відстані близько 8300 км на південний схід від Парижа, 19 км на південний захід від Мамудзу.